# DWG
DWG (от англ. drawing — чертеж) — бинарный формат файла, используемый для хранения двухмерных (2D) и трёхмерных (3D) проектных данных и метаданных. Является основным форматом для некоторых САПР-программ (прямая поддержка — например, AutoCAD, CorelCAD, BricsCAD, nanoCAD, IntelliCAD  и его вариаций, Caddie). Формат DWG поддерживается многими САПР-приложениями косвенно: то есть данные из одного формата данных перемещаются в другой через функции импорт-экспорт. Форматы .dws («drawing standards» — стандарты чертежа), .dwt («drawing template» — шаблон чертежа) также являются форматом DWG. Современные программы, работающие в dwg, часто создают на диске временные и резервные копии документов в формате dwg в файлах с расширениями .sv$ («temporary automatic save» — временное автоматическое сохранение) и .bak («backup» — резервная копия). Многие другие САПР совместимы с этим форматом, и могут импортировать чертежи в данный формат, как, например, Компас 3D.

## История DWG-формата
DWG (обозначает расширение имени файла .dwg) был основным форматом файлов для продукта Interact CAD, разрабатываемого Майком Риддлом (Mike Riddle) в конце 1970-х, и впоследствии лицензирован компанией Autodesk в 1982 как основной формат для AutoCAD. С 1982 по 2009 Autodesk выпускает версии AutoCAD, которые порождали не менее 18-ти вариаций формата файла DWG, ни один из которых не описан в официально опубликованной документации.
Скорее всего, формат DWG является самым распространённым форматом для хранения чертежей в цифровом виде. По оценкам компании Autodesk, по состоянию на 1998 год таких файлов существовало не менее двух миллиардов.
Существует несколько исков на право владения форматом DWG, прежде всего со стороны компании Autodesk, которая спроектировала, развила и использует формат DWG как основой формат хранения данных для своих САПР-приложений. Autodesk продаёт набор библиотек чтения/записи (называя его RealDWG) под ограниченной лицензией (не разрешает использовать её в конкурирующих приложениях). Несколько компаний пытаются обойти ограничения формата RealDWG, предлагая программные библиотеки для чтения и записи файлов, совместимые с DWG-файлами Autodesk. Наиболее успешен в этом некоммерческий консорциум Open Design Alliance,, образованный в 1998 году группой разработчиков (в том числе конкурентами Autodesk) и выпустивший библиотеки для чтения/записи/просмотра под названием OpenDWG Toolkit (берут своё начало из библиотек MarComp AUTODIRECT — утверждается, что ODA полностью переписал и обновил тот код).
В 2008 году Фонд свободного программного обеспечения заявил о необходимости замены закрытого формата DWG открытым, разместив в своём списке High Priority Free Software Projects (Самые необходимые проекты свободного ПО) раздел «Замена библиотек OpenDWG»(«Replacement for OpenDWG libraries»). В конце 2009 были созданы библиотеки GNU LibreDWG, распространяемые под лицензией GNU GPLv3. Несмотря на то, что они до сих пор находятся в разработке, они позволяют читать большую часть DWG файлов с версии R13 вплоть до 2004. Ни RealDWG, ни DWGdirect не распространяются под лицензией, совместимой с GNU GPL или похожей на свободное программное обеспечение.
В 1998 году компания Autodesk добавила в AutoCAD R14.01 функцию DWGCHECK для проверки файла. Функция расшифровывает контрольную сумму файла и код продукта, при создании вписываемые в DWG файл (компания Autodesk называет это «водяным знаком»). В 2006 году после многочисленных запросов пользователей, жалующихся на ошибки и несовместимость с «неродными» DWG файлами, Autodesk изменила AutoCAD 2007, включив технологию «TrustedDWG». Функция встраивала в создаваемый DWG файл текстовую строку: «Autodesk DWG. This file is a Trusted DWG last saved by an Autodesk application or Autodesk licensed application.» Данное сообщение помогает пользователям программных продуктов Autodesk определять, был ли файл создан в продуктах Autodesk или приложениях, использующих RealDWG, сокращая риск работы с несовместимым форматом. AutoCAD выводит сообщение, предупреждающее о потенциальных проблемах, если пользователь открывает DWG файл версии 2007, который не содержит этой текстовой строки.
В 2008 году Autodesk и Bentley пришли к соглашению по обмену библиотеками, в том числе и библиотеками Autodesk RealDWG, для повышения качества поддержки форматов DWG и DGN. Кроме того, обе компании будут развивать совместимость своих AEC-приложений (приложения в области архитектуры и строительства) посредством двухсторонней поддержки API.

## Версии формата
| Версия     | Внутреннее обозначение (видно в заголовке файла) | Соответствующая версия AutoCAD                                                                                 |
| ---------- | ------------------------------------------------ | --- |
| DWG R1.0   | MC0.0                                            | AutoCAD Release 1.0                                                                                            |
| DWG R1.2   | AC1.2                                            | AutoCAD Release 1.2                                                                                            |
| DWG R1.40  | AC1.40                                           | AutoCAD Release 1.40                                                                                           |
| DWG R2.05  | AC1.50                                           | AutoCAD Release 2.05                                                                                           |
| DWG R2.10  | AC2.10                                           | AutoCAD Release 2.10                                                                                           |
| DWG R2.21  | AC2.21                                           | AutoCAD Release 2.21                                                                                           |
| DWG R2.22  | AC1001, AC2.22                                   | AutoCAD Release 2.22                                                                                           |
| DWG R2.50  | AC1002                                           | AutoCAD Release 2.50                                                                                           |
| DWG R2.60  | AC1003                                           | AutoCAD Release 2.60                                                                                           |
| DWG R9     | AC1004                                           | AutoCAD Release 9                                                                                              |
| DWG R10    | AC1006                                           | AutoCAD Release 10                                                                                             |
| DWG R11/12 | AC1009                                           | AutoCAD Release 11, AutoCAD Release 12                                                                         |
| DWG R13    | AC1012                                           | AutoCAD Release 13                                                                                             |
| DWG R14    | AC1014                                           | AutoCAD Release 14                                                                                             |
| DWG 2000   | AC1015                                           | AutoCAD 2000, AutoCAD 2000i, AutoCAD 2002                                                                      |
| DWG 2004   | AC1018                                           | AutoCAD 2004, AutoCAD 2005, AutoCAD 2006                                                                       |
| DWG 2007   | AC1021                                           | AutoCAD 2007, AutoCAD 2008, AutoCAD 2009                                                                       |
| DWG 2010   | AC1024                                           | AutoCAD 2010, AutoCAD 2011, AutoCAD 2012                                                                       |
| DWG 2013   | AC1027                                           | AutoCAD 2013, AutoCAD 2014, AutoCAD 2015, AutoCAD 2016, AutoCAD 2017                                           |
| DWG 2018   | AC1032                                           | AutoCAD 2018, AutoCAD 2019, AutoCAD 2020, AutoCAD 2021, AutoCAD 2022, AutoCAD 2023, AutoCAD 2024, AutoCAD 2025 |

## Правовые вопросы
13 ноября 2006 года компания Autodesk подала в суд на консорциум Open Design Alliance, утверждая, что библиотеки DWGdirect нарушают права компании на торговую марку «Autodesk», так как записывают водяной знак TrustedDWG (включающий слово «AutoCAD») внутрь создаваемых файлов DWG. Через девять дней адвокаты Autodesk получили временный запретительный судебный приказ, направленный против Open Design Alliance. В апреле 2007 года иск был улажен, в основном по условиям Autodesk. Со своей стороны, Autodesk изменила предупреждающее сообщение в AutoCAD 2008 (сделав его несколько менее тревожным), а Open Design Alliance из своих библиотек DWGdirect удалил функцию, записывающую водяной знак TrustedDWG. Эффект от временного запретительного судебного приказа и последующего соглашения заключался в том, что библиотеки Open Design Alliance теряли возможность создания файлов DWG, стопроцентно совместимых с AutoCAD.
В 2006 года компания Autodesk обратилась в регистрационную палату США с просьбой зарегистрировать товарные знаки «DWG», «DWG EXTREME», «DWG TRUECONVERT», «REALDWG» «DWGX»,, «DWG TRUEVIEW». До 1996 года компания Autodesk отказывалась от эксклюзивного использования марки DWG. При этом за пределами своих приложений компания Autodesk владела только товарным знаком TrustedDWG, которая была зарегистрирована в Бюро по регистрации патентов и торговых марок США (USPTO). На знаки REALDWG и DWGX претендовала SolidWorks. По регистрации товарных знаков DWG EXTREME, DWG TRUECONVERT и DWG TRUEVIEW был получен отказ, причём адвокат ведомства также отказал компании Autodesk в эксклюзивных правах на DWG.
В мае 2007 года адвокат ведомства USPTO отверг регистрацию двух знаков DWG, так как они носят «только описательный» («merely descriptive») характер использования DWG в качестве названия формата файла (надо сказать, что на тот момент вердикт не был окончательным). В сентябре 2007 года Autodesk возразила, заявив, что получает выгоду от товарного знака DWG в соответствии со «вторым значением», отличным от использования его для обозначения названия общего формата файлов.
22 июня 2008 года претензии Autodesk на товарные знаки, связанные с DWG, были приостановлены Бюро по регистрации патентов и торговых марок, ожидая решения по вопросу противостояния Autodesk против Open Design Alliance и корпорации Dassault Systemes (SolidWorks). Офис USPTO оповестил Autodesk, перечислив следующие факты:
1. DWG — это формат файла.
2. Претендент не является эксклюзивным источником файлов, сохранённых в формате DWG.
3. Претендент не контролирует использование DWG другими поставщиками — ни как товарного знака, ни как названия формата файла.
4. Обсуждение не выявило соответствия DWG товарному знаку, так как не обнаружено разницы между использованием товарного знака и использованием названия для формата файла.

В 2006 году компания Autodesk обратилась в USPTO по поводу зарегистрированного товарного знака DWGGATEWAY, принадлежащего SolidWorks. Затем Autodesk выпустила петицию об отмене регистрации торговой марки DWGEDITOR, также принадлежащей SolidWorks. В обоих случаях доводы Autodesk базировались на том, что она использует название DWG в своих САПР-программах с 1983 года («been using the DWG name with its CAD software products since at least as early as 1983»). Обращение и процедуру отмены регистрации стали рассматривать как один случай, а затем и приостановили в связи с иском компании Autodesk к компании SolidWorks через Американский окружной суд (US District Court).
В начале 2007 года Autodesk подала прошение в USPTO по поводу отмены товарного знака «OpenDWG», принадлежащего Open Design Alliance, заявляя, что он был заброшен. Это прошение также было приостановлено в связи с иском компании Autodesk к компании SolidWorks через Американский окружной суд (US District Court).
В 2008 году компания Autodesk возбудила иск в отношении компании SolidWorks через Американский окружной суд, аргументируя его тем, что благодаря маркетинговым усилиям Autodesk термин «DWG» утратил своё изначальное значение и получил второе значение, означая частный формат файла, принадлежащий компании Autodesk. В связи с этим любое упоминание термина «DWG» в конкурирующих продуктах приравнивается к нарушению прав на товарный знак. В январе 2010 года, перед самым началом слушаний, Autodesk и SolidWorks уладили иск. В соответствии с соглашением SolidWorks признал права Autodesk на товарный знак DWG, передал свои права, связанные с товарным знаком DWG в своих проектах, и отозвал свои иски к Autodesk, связанные с регистрацией товарных знаков.
В апреле 2010 года Autodesk и Open Design Alliance уладили свои иски. В соответствии с соглашением, Open Design Alliance согласился отозвать регистрации товарных знаков, связанные с DWG, и прекращает использовать DWG и связанные товарные знаки в рекламе и при позиционировании своих продуктов. По этим случаям не было судебного решения, и соглашения между сторонами не являются обязательными к исполнению для USPTO. В марте 2010 года подразделение Deputy Commissioner for Trademark Examination Policy при USPTO постановило, что показания, предоставленные двумя годами ранее консорциумом Open Design Alliance, были существенными и подкреплены разумными доводами для регистрации DWG в качестве товарного знака.
Тем не менее, консорциум Open Design Alliance сменил название OpenDWG на Teigha™ — зарегистрированный товарный знак, который теперь и используют официальные члены альянса. Компания Dassault Systemes SolidWorks переименовала свой продукт DWGeditor в 2DEditor.
В августе 2010 года Ведомство по патентам и товарным знакам США сообщило внешней юридической фирме Autodesk (Wilson Sonsini Goodrich & Rosati), что у них есть шесть месяцев на апелляцию решения по формату файлов DWG. В противном случае будет считаться, что Autodesk отказалась от попыток регистрации DWG. Шестимесячный срок истёк 24 февраля 2011 года.
26 мая 2012 года, патентное ведомство США приняло окончательное решение об отказе регистрации DWG™ и ряда производных наименований как товарные знаки компании Autodesk. «DWG» — признано общеупотребительным термином и может использоваться кем угодно. Использование несуществующего товарного знака DWG™ может вводить потребителя в заблуждение и может считаться нарушением закона.

## Спецификации DWG
Спецификация формата DWG от некоммерческого консорциума Open Design Alliance размещена в открытом доступе.
Спецификация формата DWG от компании Autodesk доступна только для зарегистрированных и утверждённых компанией Autodesk групп разработчиков.

## Бесплатные и открытые программы для просмотра DWG
Существует бесплатное (freeware) программное обеспечение от компании Autodesk, позволяющее просматривать файлы DWG — DWG TrueView. Оно включает в себя DWG TrueConvert и строится на том же ядре, что и программное обеспечение AutoCAD. Бесплатное приложение Autodesk Design Review позволяет (кроме открытия файлов DWG) проводить измерения и вносить пометки, организовывать листы и отслеживать статус документа.
Также существует бесплатная программа для просмотра файлов DWG от компании Informative Graphics Corporation. Она базируется на библиотеках Teigha и позволяет просмотреть файлы .dwg, .dxf, .dwf.
Также для просмотра можно использовать ряд бесплатных (freeware) САПР, конвертирующих DWG внутри себя (скрытно), так что для пользователя это выглядит как напрямую поддерживающих DWG-файлы: например, nanoCAD, DraftSight. Они так же базируются на библиотеках Teigha. Эти системы, помимо просмотра, позволяют также вносить изменения в файлы DWG и распечатывать их. Также DWG файлы можно просмотреть в браузере онлайн с помощью сервиса ShareCAD.
На данный момент[когда?] программ для просмотра файлов DWG с открытым исходным кодом не существует.

### Комментарии
1. ↑  Этот «код настоящего DWG» («TrustedDWG code») встраивался в DWG файлы в зашифрованном виде.